# Collie
La palabra collie es el término utilizado para referirse a diferentes razas de perros pastores originarios de Escocia y el norte de Inglaterra.

## Etimología
El origen exacto del nombre no se conoce. Es posible que provenga de:
- El término col o coll, del escocés antiguo que significa ‘negro’, cognado del inglés coal: ‘carbón’.[1]
- Las ovejas llamadas colley (de cara y patas negras), que estos perros pastoreaban.[2]
- El término regional anglosajón collie, que significa ‘[cosa] útil’.

Se le ha llamado también "coll", "colly", "colley", "pastor escocés" o "pastor de Escocia".

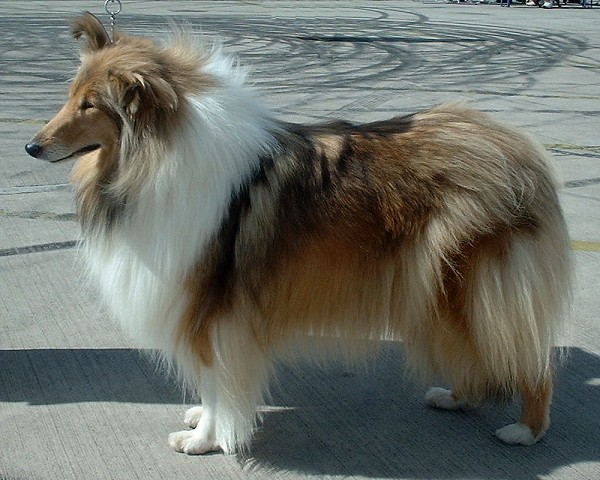
Collie de pelo largo

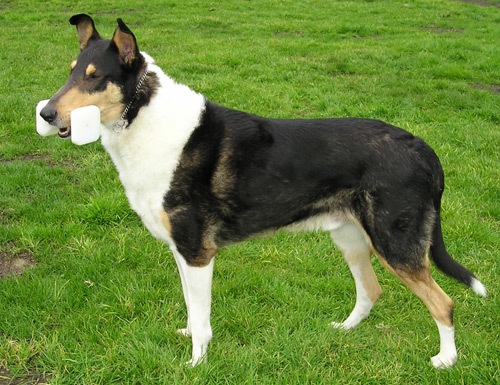
Collie de pelo corto

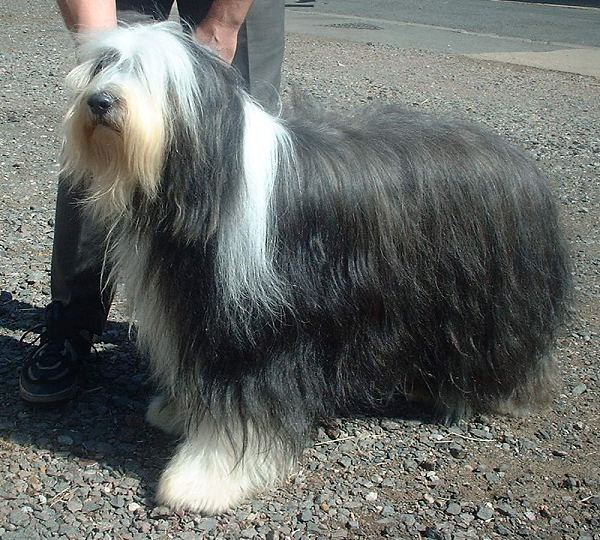
Collie barbudo

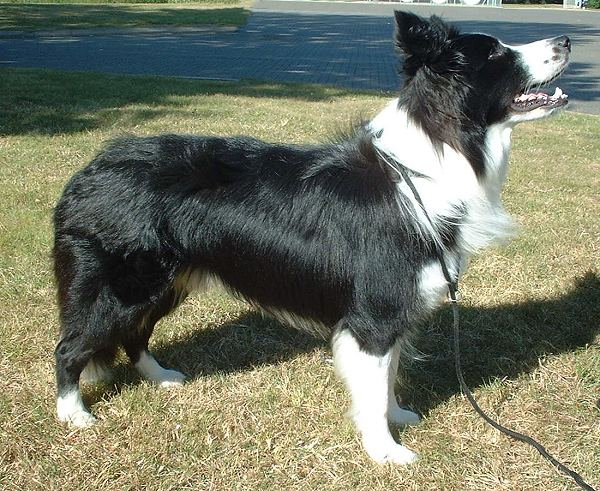
Border collie

## Historia
Las montañas altas de Escocia son el hogar natural del collie. Era un gran pastor y podía conducir hasta 500 ovejas. A diferencia del collie actual, no tenía el pelo tan largo y bonito. El collie fue cruzado con el setter irlandés y con el Borzoi. Así fue obteniendo las características del collie de la actualidad.
William Shakespeare escribió sobre este perro, llamándolo collied ski. La primera ilustración de un Collie data del año 1790.
Los pastores han utilizado esta raza como perros ovejeros por centurias, pero las formas modernas de estas razas fueron desarrolladas en Inglaterra a finales del 1800.
Esta clase temprana de collie es referida como collie escocés en el siglo XIX y principios del XX. Los collies escoceses eran más pesados y menos desarrollados que los actuales. Los ancestros del collie moderno fueron exhibidos por primera vez como scotch sheep-dogs (ovejeros escoceses) en 1860, en Birmingham (Inglaterra), en una exposición canina.
En el siglo XIX, el collie no era muy conocido aún, pero con las primeras exposiciones caninas, su popularidad empezó a crecer hasta conseguir su punto más alto. En la actualidad sigue siendo una de las razas más conocidas. En Sudáfrica se sigue utilizando como pastor, pero en este caso, de grandes rebaños de avestruces, ya que su sentido de la vigilancia está muy desarrollado.

## Variedades

### Collie de pelo largo
La primera es el Collie de pelo largo, fácilmente reconocible debido a su participación en películas y televisión (Lassie). Esta variedad posee bastante pelo en cuello, cola y patas. Posee un doble recubrimiento, con pequeños vellos que recubren el cuerpo. 

### Collie de pelo corto
La segunda variedad es el Collie de pelo corto, que tiene los dos recubrimientos, pero la cubierta exterior es mucha más corta y suave.

### Border collie
El Border collie es el perro pastor por excelencia, originario de la frontera anglo-escocesa. De talla mediana, tiene un cuerpo atlético, y destaca por su inteligencia y vitalidad. Suele tener pelo semi-largo, con dos recubrimientos.

### Collie barbudo
El collie barbudo es un perro de origen escocés,  tradicionalmente empleado en el pastoreo. Cuenta con un pelaje largo, generalmente blanco y gris.

### Otros collies

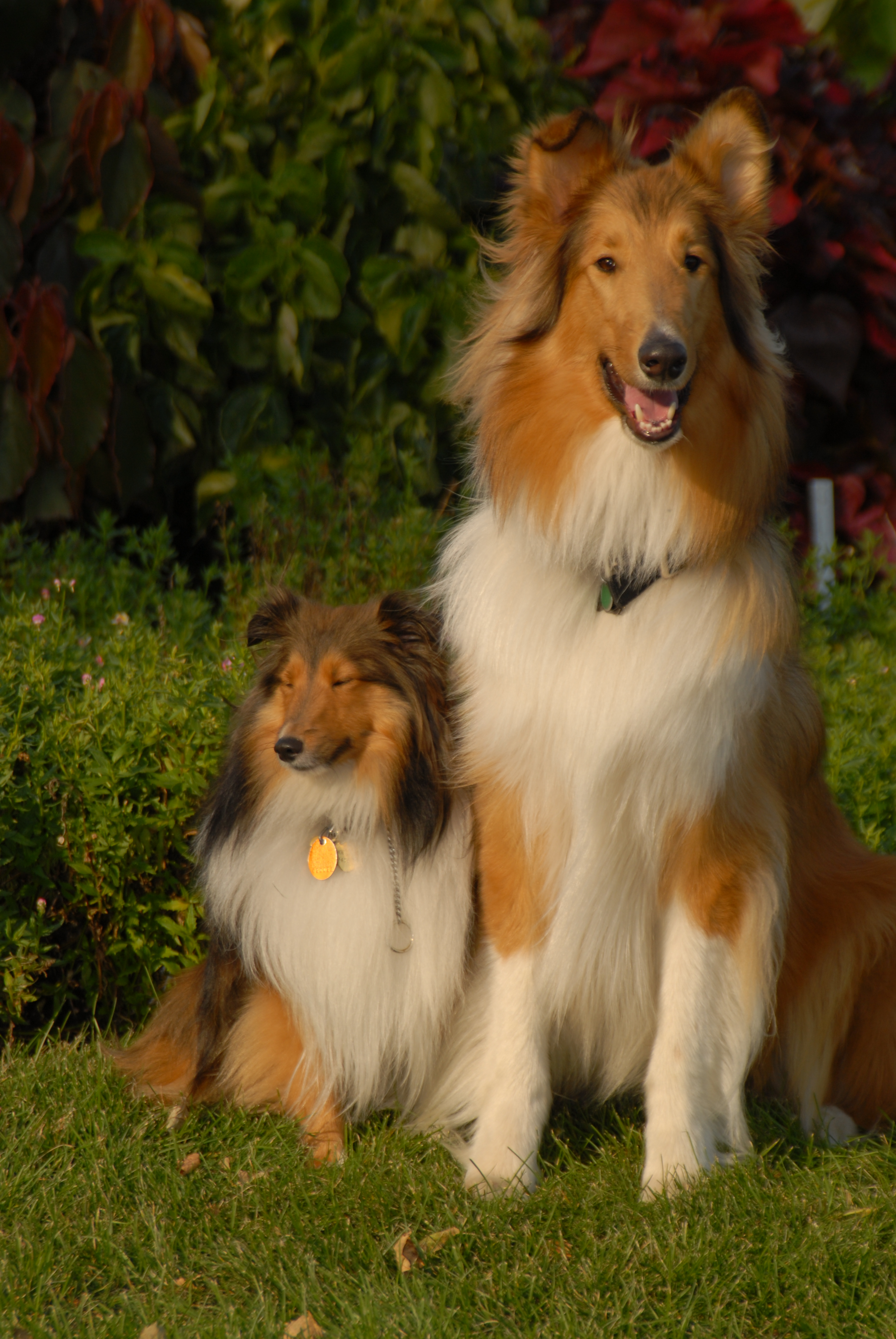
Un pastor de las islas Shetland (izquierda) y un collie de pelo largo (derecha). Nótese la diferencia de tamaños aunque sean razas muy similares entre sí.

El término collie de granja fue un genérico para referirse una gran gama de perros pastores en América del Norte hasta mediados del siglo XX.
El pastor de las islas Shetland, también llamado Sheltie o erróneamente collie miniatura o collie enano, constituye una raza completamente diferente desde su origen.

## Características comunes
El collie tiene el cuerpo largo en relación con su altura. Su altura de cruz es de 56 a 61 cm (el macho) y de 51 a 56 cm (la hembra). Pesa de 18 a 29 kg. Tiene los ojos marrones, de forma almendrada y ligeramente oblicuos. Sus orejas son pequeñas y están echadas hacia atrás, o hacia adelante cuando el perro está alerta. El hocico es largo y liso, con la trufa negra. Su cola es larga y con abundante pelo, y el pelo es denso, duro al tacto y suave y brillante si se cuida muy bien. Puede ser de color cibelina y blanco, tricolor o azul muy oscuro.

## Salud
Algunos ejemplares (especialmente entre los de pelo largo y corto) nacen con un defecto genético, son bastante sensibles a algunos antibióticos, inyecciones antipulgas y esteroides, que les puede causar hasta la muerte. Los perros que nacen con este problema son de color gris -en inglés se lo conoce como "silver grey"- y por eso se le llama a esta enfermedad "Grey Collie Syndrome". 
Por lo demás, es una raza sana por naturaleza, se sabe también que tiene muy pocos problemas congénitos conocidos salvo el mencionado anteriormente. La parte del cuerpo más delicada suelen ser sus ojos, deben limpiarse con frecuencia por medio de un trozo de algodón hidrófilo impregnado con agua limpia templada. Puede, además, sufrir de hipotiroidismo.
Este tipo de perro vive una media de doce años.

## Temperamento
Conocidos por ser dulces y cuidadores, son generalmente fáciles de entrenar debido a su inteligencia y a un deseo innato por complacer. Algunos collies pueden llegar a andar «colgados» de su dueño, algo visto comúnmente como un sentido supradesarrollado de lealtad. Son excelentes perros ovejeros, buena compañía para la familia y otros perros. Son muy leales y fieles, aunque desconfían de los extraños si no les caen bien. 
Es un perro inteligente, prudente, perseverante y una estupenda niñera. Le encanta que se le encargue vigilar a los niños. Es dulce, buen vigilante y muy atento; un perro adecuado para dejarle un niño a su cargo. Con los bebés se deja tratar como un peluche, y un bebé puede aprender a caminar si se agarra a su pelo. Este perro será cuidadoso en evitar que se caiga. Además, evitará que el bebé se vaya con desconocidos. En la playa, si no hace mucho calor, se dedica a vigilar a los más pequeños, y si les pasa algo, lloran o se caen, no duda en actuar.
No es un perro miedoso o tímido, en caso de peligro, defiende a la familia y es capaz de permanecer toda una noche alerta, para abalanzarse al menor ruido. Cada vez que los miembros de la familia discuten, se interpone. No es un perro melancólico. 
También es gruñón. Ante una reprimenda a veces puede mostrarse susceptible y apartarse en un rincón para refunfuñar. Pero si el dueño se acerca a buscarlo no es nada rencoroso: saltará a sus brazos. Activo y disciplinado, debe ser educado con cariño y sin recurrir a la fuerza.
Lassie, el personaje de la televisión que popularizó esta raza, es un collie de pelo largo.

## Imágenes
- Wikimedia Commons alberga una categoría multimedia sobre Collie.

- Datos: Q1196071
- Multimedia: Collies / Q1196071